# Medalles del Cercle d'Escriptors Cinematogràfics de 2009
La cerimònia de lliurament de les medalles del Cercle d'Escriptors Cinematogràfics de 2009 va tenir lloc el 8 de febrer de 2010 al Cine Palafox de Madrid i fou presentada pels actors Manuela Velasco i Luís Zahera. Va comptar amb el patrocini de la Comunitat de Madrid, l'EGEDA i TVE.
Els premis tenien per finalitat distingir als professionals del cinema espanyol i estranger pel seu treball durant l'any 2009. Es van concedir un total de 16 premis. Es va concedir un premi homenatge a l'actriu Concha Velasco. La pel·lícula amb més guardons de la nit va ser Celda 211 de Daniel Monzón, que va guanyar cinc medalles (millor pel·lícula, director, actor, muntatge i música). Es va imposar a l'altra favorita, El secreto de sus ojos de Juan José Campanella, que en va obtenir quatre (millor actriu, actor secundari, guió adaptat i fotografia). En canvi, Agora i Los abrazos rotos no van aconseguir cap guardó.
Després del lliurament de medalles es va projectar en primícia la pel·lícula Una educació de Lone Scherfig, en versió original.

## Pel·lícules candidates
| Pel·lícula                                             | Nominacions | Premis |
| ------------------------------------------------------ | ----------- | ------ |
| Celda 211                                              | 11          | 5      |
| El secreto de sus ojos                                 | 9           | 4      |
| Agora                                                  | 5           | 0      |
| Los abrazos rotos                                      | 4           | 0      |
| Tres dies amb la família                               | 3           | 0      |
| Mal día para pescar                                    | 3           | 0      |
| El baile de la Victoria                                | 3           | 0      |
| Pagafantas                                             | 3           | 1      |
| La vergüenza                                           | 1           | 1      |
| Planet 51                                              | 1           | 1      |
| Agallas                                                | 1           | 0      |
| Tetro                                                  | 1           | 0      |
| Yo, también                                            | 1           | 0      |
| V.O.S                                                  | 1           | 0      |
| Gordos                                                 | 1           | 0      |
| Els condemnats                                         | 1           | 0      |
| La mirada de Ouka Leele                                | 1           | 1      |
| Garbo, l'espia (L'home que va salvar el món)           | 1           | 0      |
| El esfuerzo y el ánimo                                 | 1           | 0      |
| Últimos testigos: Fraga Iribarne – Carrillo, comunista | 1           | 0      |

## Premis per categoria
| Millor pel·lícula | Millor direcció |
| --- | --- |
| - Celda 211 - El secreto de sus ojos - Agora - Tres dies amb la família - Mal día para pescar                                                                            | - Daniel Monzón per Celda 211 - Juan José Campanella per El secreto de sus ojos - Alejandro Amenábar per Agora - Fernando Trueba per El baile de la Victoria |
| Millor actor protagonista | Millor actriu protagonista |
| - Luis Tosar per Celda 211 - Ricardo Darín per El secreto de sus ojos - Gary Piquer per Mal día para pescar - Carmelo Gómez per Agallas                                  | - Soledad Villamil per El secreto de sus ojos - Penélope Cruz per Los abrazos rotos - Maribel Verdú per Tetro - Lola Dueñas per Yo, también |
| Millor actor secundari | Millor actriu secundària |
| - Guillermo Francella per El secreto de sus ojos - Antonio Resines per Celda 211 - Carlos Bardem per Celda 211 - Eduard Fernández per Tres dies amb la família           | - Kiti Mánver per Pagafantas - Marta Etura per Celda 211 - Verónica Sánchez per Gordos - Vicenta N'Dongo per V.O.S - Blanca Portillo per Los abrazos rotos |
| Millor guió original | Millor guió adaptat |
| - David Planell per La vergüenza - Pedro Almodóvar per Los abrazos rotos - Borja Cobeaga i Diego San José per Pagafantas - Isaki Lacuesta i Isa Campo per Els condemnats | - Eduardo Sacheri i Juan José Campanella per El secreto de sus ojos - Jorge Guerricaechevarría i Daniel Monzón per Celda 211 - Fernando Trueba, Jonás Trueba i Antonio Skármeta per El baile de la Victoria - Álvaro Brechner per Mal día para pescar              |
| Premi revelació | Millor fotografia |
| - Jorge Blanco per Planet 51 - Borja Cobeaga per Pagafantas - Alberto Ammann per Celda 211 - Mar Coll per Tres dies amb la família                                       | - Félix Monti per El secreto de sus ojos - Xavi Giménez per Agora - Carles Gusi per Celda 211 - Rodrigo Prieto per Los abrazos rotos |
| Millor música | Millor muntatge |
| - Roque Baños per Celda 211 - Dario Marianelli per Agora - Alberto Iglesias per Los abrazos rotos - Federico Jusid per El secreto de sus ojos                            | - Mapa Pastor per Celda 211 - Juan José Campanella per El secreto de sus ojos - Nacho Ruiz Capillas per Agora - Carmen Frías per El baile de la Victoria |
| Millor pel·lícula estrangera | Millor documental |
| - Gran Torino, de Clint Eastwood - Up, de Peter Docter - Slumdog Millionaire, de Danny Boyle , - Katyń, d'Andrzej Wajda - Entre les murs, de Laurent Cantet              | - Rafael Gordon per La mirada de Ouka Leele - Edmon Roch per Garbo, l'espia (L'home que va salvar el món) - Arantxa Aguirre per El esfuerzo y el ánimo - José Luis López-Linares i Manuel Martín Cuenca per Últimos testigos: Fraga Iribarne – Carrillo, comunista |
| Medalla d'honor | |
| Concha Velasco | |
| Medalla a la labor periodística i literària | |
| Mary G. Santa Eulalia, periodista. | |